# جورج باك
جورج باك (بالإنجليزية: George Back)‏ (تُوفي سنة 1878م) كان مستكشفًا، وضابطًا في البحرية الملكية البريطانية.